# Zonitodema parentalis
Zonitodema parentalis es una especie de coleóptero de la familia Meloidae.

## Distribución geográfica
Habita en  Natal,  y Transvaal en (Sudáfrica).